# Taguig
Taguig (offiziell englisch City of Taguig, Tagalog Lungsod ng Taguig) ist eine philippinische Component City in der Hauptstadtregion Metro Manila. Nach dem Zensus von 2015 hatte Taguig 804.915 Einwohner, die in 28 Barangays lebten. Sie wird als Gemeinde der ersten Einkommensklasse auf den Philippinen und als hoch urbanisiert eingestuft.

## Geographie
Die Großstadt liegt am Nordwestufer des größten Binnensees der Philippinen, der Laguna de Bay, im Südosten der zentralen Luzon-Tiefebene. Taguigs Nachbargemeinden sind Makati, Cainta und Taytay, Pateros und Pasig im Norden, Pasay im Westen, Parañaque im Südwesten und Muntinlupa im Süden. Die Topographie der Großstadt ist durch Flachland und den gebirgigen Ausläufern der Sierra Madre im Nordosten gekennzeichnet. Das Flachland wird von einigen teilweise schiffbaren Kanälen durchzogen.

## Geschichte
Das Gebiet Taguigs war lange vor der spanischen Kolonisierung ein bedeutendes Siedlungsgebiet der Tagalog. Die Böden sind fruchtbar und der Fluss Napindan fließt durch das Gebiet, ein Nebenfluss des Pasig. Vor Ankunft der Spanier unter Miguel López de Legazpi stand das Gebiet unter der Herrschaft des Rajah Sulayman. Es lebten ca. 800 Familien auf dem Gebiet der heutigen Großstadt, die von der Landwirtschaft und vom Fischfang lebten. Es bestanden auch Handelskontakte mit chinesischen Kaufleuten. Es konnten chinesische Handelswaren bei archäologischen Ausgrabungen geborgen werden, die aus der Zeit der Ming-Dynastie stammen.
Nach der Schlacht von Bangkusay am 3. Juni 1571 wurde das Gebiet dem Spanischen Kolonialreich einverleibt und stand unter der Verwaltung der Encomienda del Tondo. Am 25. April 1587 wurde die Gemeinde eine eigenständige Verwaltungseinheit, in Form eines Barrios im Verwaltungsgebiet des Erzbistums Manila. Taguig wurde am 29. März 1900 eine eigenständige Stadtgemeinde und am 8. Dezember 2004 wurde Taguig den Status einer Component City verliehen.

## Baranggays
- Bagumbayan
- Bambang
- Calzada
- Central Bicutan
- Central Signal Village
- Fort Bonifacio
- Hagonoy
- Ibayo-Tipas
- Katuparan
- Ligid-Tipas
- Lower Bicutan
- Maharlika Village
- Napindan
- New Lower Bicutan
- North Daan Hari
- North Signal Village
- Palingon
- Pinagsama
- San Miguel
- Santa Ana
- South Daan Hari
- South Signal Village
- Tanyag
- Tuktukan
- Upper Bicutan
- Ususan
- Wawa
- Western Bicutan

## Hochschulen
- Polytechnic University of the Philippines

## Söhne und Töchter der Stadt
- Felix Manalo (1886–1963), Anführer der philippinischen christlichen Kirche Iglesia ni Cristo von 1914 bis 1963
- Lucita Soriano (1941–2015), Schauspielerin[2]
- Jemyca Aribado (* 1993), Squashspielerin

## Galerie

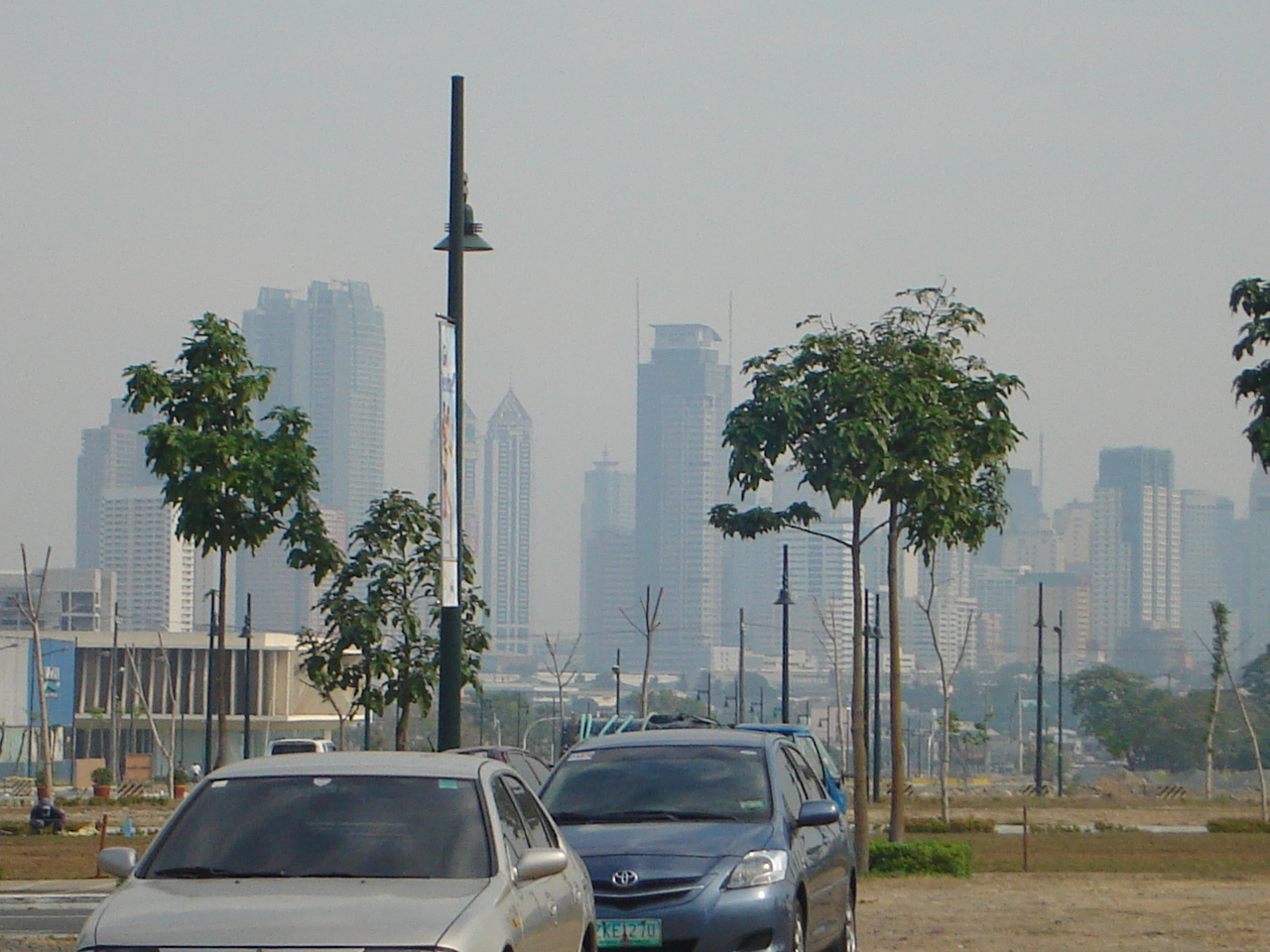
Skyline von Fort Bonifacio
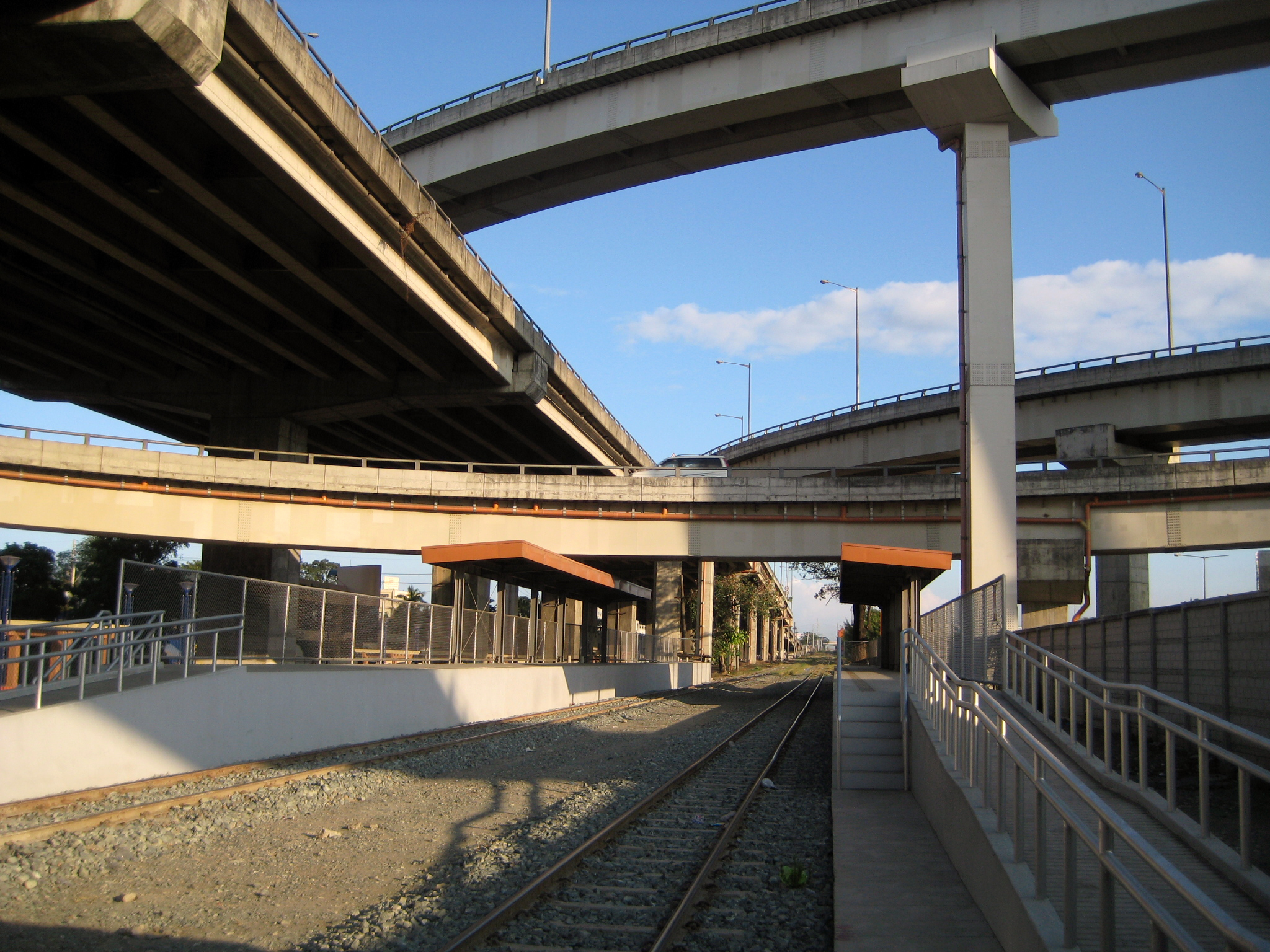
Haltepunkt der Philippine National Railways in Taguig
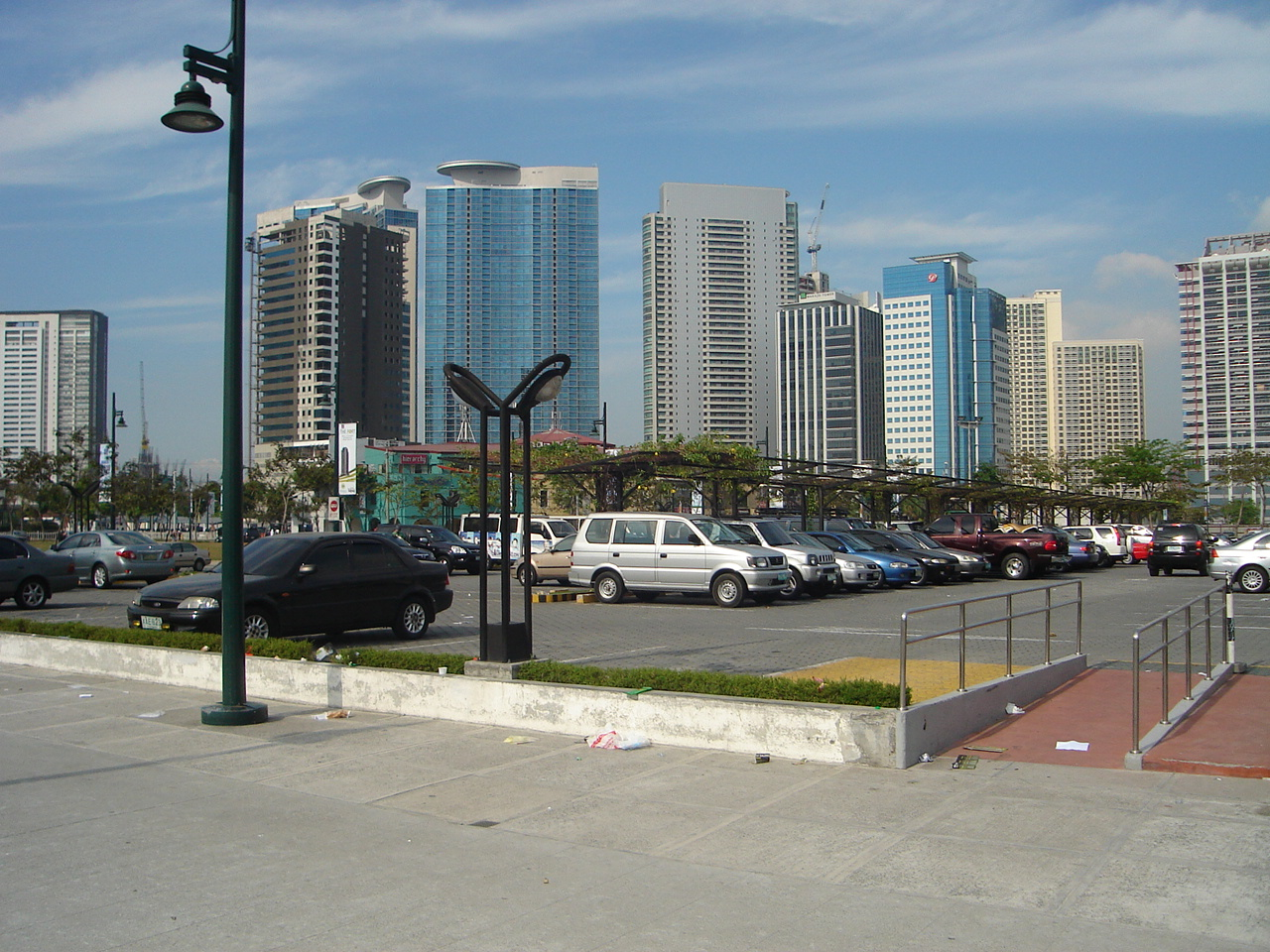
Fort Bonifacio